# مركز إم آي تي للذكاء الجمعي
مركز MIT للذكاء الجمعي (CCI)، هو مركز أبحاث في معهد ماساشوسيتس للتكنولوجيا، يرأسه البروفيسور ثوماس مالون، يركز على دراسة الذكاء الجمعي.
يجمع مركز الذكاء الجمعي قدرات من مختلف أقسام مركز MIT لقيادة أبحاث عن كيف أن تكنولوجيا الاتصالات الحديثة تقوم بتغيير الطريقة التي يعمل بها الأفراد مع بعضهم البعض. تضم مجموعة من الافراد من مختلف مؤسسات مركز MIT تشمل: مختبر MIT للحاسوب، مختبر MIT لعلم الحاسوب والذكاء الاصطناعي، ومركز دالاي لاما للقيم التحويلية وأخلاقيات القرن الـ 21.

## التاريخ والرسالة
تم إنشاء (CCI) في عام 2006 على يد البروفسور Thomos w. Malone .إلى حد كبير، هي امتداد للأبحاث التي قام بها Malon وزملاءه في المركز لتنسيقات العلم والمبادرات ايضاً كمثل «إنشاء مؤسسات القرن الـ21».
مهمة المركز هي ايجاد أجوبة جديدة لدافع البحث الأساسي وهو «كيف يمكن للناس والحواسيب الإتصال معاً بحيث بشكل جمعي أن يقوموا بالتصرف بطريقة أكثر ذكاءاً من أي أفراد أو جماعات أو حواسيب من قبل؟»
للإجابة على هذا السؤال، قاد الباحثون بثلاث أنواع من البحث:
1.	جمع أمثلة ودراسات للحالة لتطبيقات الذكاء الجمعي
2.	تصميم امثلة جديدة وأدوات لضبط الذكاء الجمعي للناس
3.	تجارب ودراسات منظمة
وأخيراً، يعملون أيضا لتطوير نظريات لتفسير ظاهرة الذكاء الجمعي.
المركز مدعوم من عدة شركات ومؤسسات غير ربحية.

## الأعضاء
البروفسور ثوماس مالون هو المؤسس والمدير لمركزCCI بالإضافة إلى مالون، لجنه إدارة المؤسسة تتضمن: البروفسو ديفانز (مدير الأبحاث في مختبر علم الحاسوب والذكاء الاصطناعي لقسم الهندسة الكهربائية لعلم الحاسوب)، اليكس (ساندي) بنتلاند (بروفيسور لدى توشيبا للفنون الرقمية والعلوم ومدير مجموعة الدينامية البشرية في مختبر الميديا).و جوش تينينباوم – باول نيوتن بروفيسور مشارك ورئيس مجموعة علم الذكاء الحاسوبي (قسم الدماغ وعلوم الإدراك).